# Itt jön Garfield
Az Itt jön Garfield, RTL-es szinkronban: Garfield és barátai: A baj nem jár egyedül (eredeti cím: Here Comes Garfield) 1982-ben bemutatott amerikai rajzfilm, amely a Garfield-sorozat első része. Az animációs játékfilm rendezője és producere Phil Roman. A forgatókönyvet Jim Davis írta, a zenéjét Ed Bogas és Desirée Goyette szerezte. A tévéfilm a United Media Productions és a Mendelson–Melendez Productions gyártásában készült.
Amerikában 1982. október 25-én a CBS sugározta. Magyarországon négy szinkronos változat is készült belőle, amelyekből az elsőt az MTV1-en adták le 1984. június 30-án Jön Garfield! címmel, a másodikat az MTV2-n 1993. május 28-án, a negyediket az RTL Klubon 2010. október 17-én vetítették le a televízióban, a harmadikat 2004-ben adták ki DVD-n a Garfield megérkezett címmel.

## Szereplők
| Szereplő            | Eredeti hang  | Magyar hang   | Magyar hang        | Magyar hang        | Magyar hang     |
| Szereplő            | Eredeti hang  | MTV1 (1984)   | MTV2 (1993)        | InterCom (2004)    | RTL Klub (2010) |
| ------------------- | ------------- | ------------- | ------------------ | ------------------ | --------------- |
| Garfield            | Lorenzo Music | ?             | Kerekes József     | Kerekes József     | Kerekes József  |
| Jon Arbuckle        | Sandy Kenyon  | ?             | Pusztaszeri Kornél | Pusztaszeri Kornél | Czvetkó Sándor  |
| Odie (Ubul)         | Gregg Berger  | saját hangján | Szűcs Sándor       | saját hangján      | saját hangján   |
| Motorkereskedő      | Gregg Berger  | ?             | Balázsi Gyula      | ?                  | Sörös Miklós    |
| Hubert              | Henry Corden  | ?             | Antal László       | Faragó András      | Kajtár Róbert   |
| Reba                | Hal Smith     | ?             | Czigány Judit      | Rácz Kati          | Bókai Mária     |
| Skinny              | Hal Smith     | ?             | Lukácsi József     | Szokol Péter       | Katona Zoltán   |
| Guido (Willám Eddy) | Hank Garrett  | ?             | Csonka András      | Seder Gábor        | Király Adrián   |
| Fifi (Bolyhós)      | Hank Garrett  | ?             | Garai Róbert       | ?                  | Juhász Zoltán   |
| Kislány             | Angela Lee    | ?             | Vadász Bea         | ?                  | Laudon Andrea   |

## Szinkronstábok
| Beosztás              | 1984                | 1993                                | 2004          | 2010             |
| --------------------- | ------------------- | ----------------------------------- | ------------- | ---------------- |
| Felolvasó             | ?                   | Kertész Zsuzsa                      | ?             | Korbuly Péter    |
| Magyar szöveg         | ?                   | Bálint Ágnes                        | Tóth Balázs   | Borsiczky Péter  |
| Hangmérnök            | ?                   | Solymosi Ákos                       | Tőkés Bálint  | Hidvégi Csaba    |
| Rendezőasszisztens    | ?                   | Rónai Rita                          | –             | Száz Andrea      |
| Vágó                  | ?                   | –                                   | Bárány György | Horváth István   |
| Gyártásvezető         | ?                   | Vácz Zsuzsanna                      | Czobor Éva    | Mészáros Szilvia |
| Technikai munkatársak | –                   | Áhel László Katona István           | –             | –                |
| Szinkronrendező       | ?                   | Szalay Éva                          | Kozma Attila  | Ullmann Gábor    |
| Producer              | –                   | –                                   | –             | Kovács Zsolt     |
| Szinkronstúdió        | Pannónia Filmstúdió | Syinthrate                          | Kozmafilm     | Szinkron Systems |
| Közreműködő           | –                   | Demjén Imre vállalkozása Viton Kft. | –             | –                |
| Megrendelő            | MTV1                | MTV2                                | InterCom Zrt. | RTL Klub         |

## Betétdalok
| Dal                 | Előadó                    |
| ------------------- | ------------------------- |
| Here Comes Garfield | Lou Rawls                 |
| Long About Midnight | Lou Rawls                 |
| So Long Old Friend  | Desirée Goyette           |
| Together Again      | Lou Rawls Desirée Goyette |